# Cyanopepla buckleyi
Cyanopepla buckleyi là một loài bướm đêm thuộc phân họ Arctiinae, họ Erebidae.